# Hernán González
Hernán Darío González (Moreno, Provincia de Buenos Aires, 19 de marzo de 1983) es un futbolista que jugaba en San Telmo.

## Trayectoria
Empezó su carrera en Estudiantes (BA). En 2009 arribo a Nueva Chicago, pedido por el entrenador Leo Ramos, quien lo conocía de su anterior club. En 2010 fue transferido a Sportivo Italiano.
En agosto de 2011 se incorporó al plantel profesional de Huracán, en donde disputó algunos partidos como titular con la camiseta del Globo y marcando un gol de chilena ante Aldosivi. Tras la asunción de Héctor Rivoira como entrenador, no es tenido en cuenta al inicio de la temporada 2012/2013 y es dejado en libertad de acción en julio de 2012. A principios de 2013 se convirtió en jugador de Central Norte. A mediados del año 2013 arribó a Almagro. Tras no tener continuidad fue transferido a San Telmo.
En la actualidad Hernán Darío González está casado con Sabrina Córdoba y tuvieron dos hijos llamados Ian Joel González y Mía Martina González.

## Clubes
| Club              | País      | Año           |
| ----------------- | --------- | ------------- |
| Estudiantes (BA)  | Argentina | 2000-2009     |
| Nueva Chicago     | Argentina | 2009-2010     |
| Sportivo Italiano | Argentina | 2010-2011     |
| Huracán           | Argentina | 2011-2012     |
| Central Norte     | Argentina | 2013          |
| Almagro           | Argentina | 2013-2014     |
| San Telmo         | Argentina | 2014-Presente |